# Chiến tranh thương mại
Chiến tranh thương mại là hiện tượng trong đó hai hay nhiều nước tăng hoặc tạo ra thuế hoặc các loại rào cản thương mại (gồm: giấy phép xuất nhập khẩu, hạn ngạch nhập khẩu, viện trợ đối với các ngành sản xuất trong nước/nội địa, hạn chế xuất khẩu tự nguyện, yêu cầu khắt khe đối với hàng hóa nhập vào nội địa, lệnh cấm vận, hạn chế thương mại, và sự làm mất giá tiền tệ) với nhau nhằm đáp trả những rào cản thương mại của nước đối lập. Chế độ bảo hộ tăng cường làm cho sự sản xuất hàng hóa của cả hai nước tiến dần đến mức tự cung tự cấp (để đáp ứng những nhu cầu tiêu dùng không được thỏa mãn bởi nhập khẩu hạn chế).
Nhiều nhà kinh tế học cho rằng những sự bảo hộ nhất định (bảo hộ đối với một số ngành nhất định) hao tốn tiền của hơn những sự bảo hộ khác (đối với các ngành khác), bởi nó có thể gây ra chiến tranh mậu dịch (chiến tranh thương mại). Ví dụ, nếu một quốc gia tăng thuế nhập khẩu, quốc gia đối lập có thể trả đũa bằng biện pháp tương tự. Nhưng sự tăng trợ cấp rất khó để trả đũa. Những nước nghèo dễ tổn thương hơn những nước giàu trong chiến tranh mậu dịch; khi tăng sự bảo hộ chống lại sự bán phá giá của những sản phẩm giá rẻ, chính phủ nước đó có nguy cơ làm cho sản phẩm quá đắt đối với người tiêu dùng nội địa.

## Tổng quát
- Chiến tranh tiền tệ: Các nước tìm cách giành lợi thế bằng cách hạ giá đồng nội tệ nước mình so với ngoại tệ nước khác. Khi tỉ giá hối đoái giảm, xuất khẩu vào quốc gia khác sẽ có tính cạnh tranh cao hơn trong khi nhập khẩu vào trở lên đắt đỏ. Cả hai tác động này đều có lợi cho ngành sản xuất trong nước. Tuy nhiên việc tăng giá đối với hàng hóa nhập khẩu (cũng như chi phí đi lại ra nước ngoài) làm giảm sức mua của người dân, và nếu tất cả các nước đều áp dụng chiến lược như vậy thì sẽ làm suy giảm thương mại toàn cầu và gây hại cho tất cả các nước.[1]
- Chiến tranh thuế quan: Các nước tăng thuế quan với hàng hóa nhập khẩu từ nước ngoài dẫn đến các hàng hoá nhập khẩu này trở lên đắt đỏ do phải gánh thêm chi phí thuế, dẫn đến giảm khả năng cạnh tranh với sản phẩm nội địa không phải chịu thuế.[2]
- Cấm vận kinh tế: Là các hình phạt về thương mại và tài chính của một hoặc nhiều nước nhằm vào một chính phủ, tổ chức hoặc cá nhân, cấm vận kinh tế được áp dụng không chỉ nhằm mục đích trừng phạt kinh tế mà còn vì nhiều mục đích như chính trị, quân sự và xã hội.
- Chiến tranh kinh tế: Là chiến lược kinh tế trong đó sử dụng các biện pháp nhằm làm suy yếu nền kinh tế của đối thủ. Ví dụ trong thời chiến, chiến tranh kinh tế nhằm vào việc phong tỏa, thu giữ, kiểm soát, phá hoại các nguồn lực kinh tế quan trọng để làm cho lực lượng của đối thủ suy yếu. Chiến tranh kinh tế thường là một khía cạnh trong một cuộc chiến toàn diện, trong đó không chỉ có chiến tranh bằng vũ trang, quân sự, việc hủy hoại kinh tế của nhau có thể làm suy yếu khả năng chiến đấu của kẻ thù.

## Một số cuộc chiến thương mại và sự kiện
- Chiến tranh Anh - Hà Lan (1652–1784)
- Chiến tranh nha phiến (1839–1860)
- Chiến tranh chuối (1898–1934)
- Đạo luật thuế quan Smoot–Hawley Tariff Act (1930)
- Chiến tranh thương mại Anh - Ireland (1932–1938)
- Chiến tranh thương mại liên quan đến thực phẩm biến đổi gene (2010–2011)
- Chính sách thuế xuất nhập khẩu của Trump (2018)
- Chiến tranh thương mại Mỹ - Trung (2018–nay)
- Chiến tranh thương mại Nhật - Hàn (2019-nay)